# 厘
厘（りん）は、1/100（100分の1）の数を表す単位である。尺貫法では分量単位として用いられる。元の用字は「釐」で、厘はその俗字である。
1厘は 10毛、100糸、1000忽に相当し、SI接頭語ではc（センチ）に相当する。これは中国、台湾の国際単位系(SI)でも同じであり、1⁄100のセンチ（centi、記号は c)には「厘」を使用している（zh:国际单位制词头）。ただし、1⁄1000のミリ（milli、記号は m)には「毫」を使用している。

## 使い方
中国および日本などにおいて使われている、あるいは過去に使われていた「厘」の用法は、主に以下のものがある。
| 数 | 温度 | 長さ | 長さ       | 十二時辰 | 銀目 | 割合     | 免       | 長さ | 質量      | 満州国圓 | 日本円 |
| --- | ---- | ---- | ---------- | -------- | ---- | -------- | -------- | ---- | --------- | -------- | ------ |
| 1000 |      |      |            |          | 貫☨  |          |          | 引   | 貫*☨      |          |        |
| 100 |      |      |            |          |      |          |          | 丈   |           |          |        |
| 10 |      |      | （5⁄2束）☨ |          |      | （全体） | （石高） | 尺*  | 両        | 圓       | 円     |
| 1 | 度   | 文   | 伏☨        | 時（刻） | 匁☨  | 割       | 一つ     | 寸   | 銭（匁☨） | 角       |        |
| 0.1 | 分   | 分   | 分         | 分       | 分   | 分       | 分       | 分   | 分        | 分       | 銭☨    |
| 0.01 | 厘   | 厘   | 厘         | 厘       | 厘   | 厘       | 厘       | 厘   | 厘        | 釐       | 厘     |
| 0.001 | 毛   | 毛   | 毛         | 毛       | 毛   | 毛       | 毛       | 毛   | 毫（毛）  |          |        |
| 太字は基本単位。* 度量衡法で基本とされた単位。☨日本独自の単位。 1 に相当する単位が「分」に対する上位の単位であり、「厘」はこれに対し1⁄100となる。 |      |      |            |          |      |          |          |      |           |          |        |

### 長さの単位
1厘は1/100寸であり、1/3 300メートル（約0.303ミリメートル）に相当する。また、鯨尺1厘は25/66 000メートル（約0.379ミリメートル）に相当する。

### 質量の単位
1厘は1/100銭（匁）であり、37.5ミリグラムに相当する。
質量の単位としての「厘（釐）」に由来する言葉としては、釐等具（れいてんぐ）があり、これは江戸時代に用いられた竿秤の一種で、厘などのわずかな量まで精密に量ることのできるもののことをいい、厘秤（りんばかり）、厘揉 (りんだめ）とも呼ばれた。

### 無次元量の単位
厘は、分の1/10であり、長さ、質量と同じく、分に対する上位の単位の1/100（100分の1）を表す単位である。しかし割とともに用いられる場合においては、1/1000 を表すと誤解されることがある。「3割2分8厘」のように用いられる場合、これは、3.28割の意味である。したがって、分は割の1/10、厘は割の1/100である。
このとき、厘は全体（10割）から見れば1/1 000 = 0.001（0.1パーセント、1パーミルに相当）とはなるのであるが、この場合の厘の意味はあくまで割の1/100である。「厘」は、何割何分何厘何毛というときの厘は、1「割」(0.1) の 1⁄100のことと理解しておく必要がある。
なお、「分」は、1/10である。したがって「九分九厘間違いない」という場合は、0.99（＝99%）間違いないということである（詳細は、分 (数)#百分の一を意味するとの誤解を参照のこと）。

## 金銭の単位

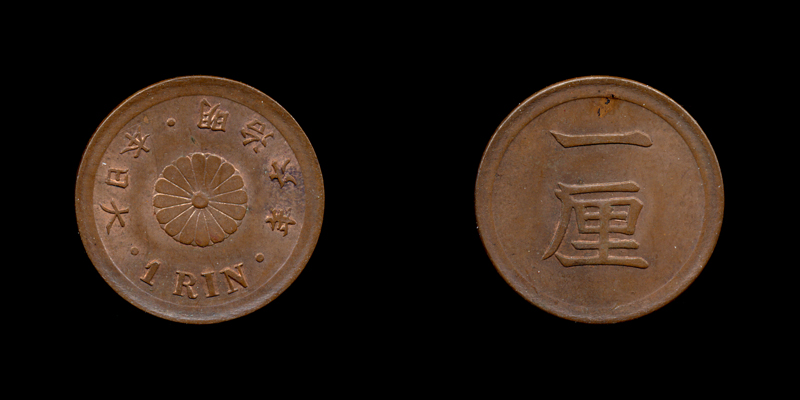
日本の1873年の1厘硬貨「1厘銅貨」。

1円の1/1 000を指す通貨単位（補助単位）で、1銭の1/10である（通貨の単位及び貨幣の発行等に関する法律2条2項）。
明治初頭に円、銭とともに日本の通貨単位として制定された。明治以降に厘単位で発行された貨幣は、明治6年（1873年）発行の1厘銅貨と、大正5年（1916年）発行の5厘青銅貨があり、また額面表示に直接「厘」という語を使ってはいないが、明治6年発行の半銭銅貨は5厘に相当する。戦後の昭和28年（1953年）の「小額通貨の整理及び支払金の端数計算に関する法律」成立により、一円未満すなわち銭・厘単位の小額通貨（硬貨・紙幣。江戸時代発行の寛永通宝銅一文銭（明治以降1厘通用）・寛永通宝真鍮四文銭（同じく2厘通用）・文久永宝（同じく1厘5毛通用）も含む）は全て通用停止となり、現金単位としては役割を終えた。現在は「通貨の単位及び貨幣の発行等に関する法律」により「一円未満の金額の計算単位」として定められている。ただし銭・厘単位の郵便切手には現在でも法律上有効なものがある（日本の普通切手#日本の切手の有効性参照）。
日中戦争時代のはがき代から、召集令状は別名「一銭五厘」とも呼ばれていた。
1944年7月28日、タバコのバラ売りが行われるようになった際には、金鵄1本あたりの価格は2銭2厘5毛となったため、厘単位の端数発生を避けるために4本もしくは8本売りされた。この時点で厘の使用が避けられ始めていたことが窺える。
厘が1/100を表す単位であり、人民元やニュー台湾ドル、満州国圓などの通貨単位で元/圓→角→分→厘（単位ごとに1/10となる）となっており、これらの通貨で分が角の1/10、厘が角の1/100を意味するところから比較して考えると、日本の円/圓→(十銭)→銭→厘は、厘の基準単位となるべき十銭の位(角に相当)に単位名が付けられず、分の代わりに銭という単位名が付いていると見ることができる。
日本円の厘は銀目で、匁の1⁄100として用いられたことが発想の基とする説もあるが、新貨条例制定時にどのような経緯で厘が定められたかは不明である。

## 歴史
中国では古く「氂」または「釐」と書いた。『孫子算経』では「1寸=10分、1分=10氂(釐)、1氂=10毫、1毫=10絲、1絲=10忽」という体系が示されている。「厘」は「釐」の古くからある略字。読みは本来「リ」であり、中国では今でも「lí」と発音するが、日本ではいつからか「リン」と読むようになった。『孫子算経』にも見えるように本来は長さの単位であるが、後にほかの分野にも用いられるようになったものである。
日本では中世以前は分→毛→厘の順であったが、近世（江戸時代以降）では現在の順序である分→厘→毛になった。中国では、古来から分→厘→毛の順で一貫している。ただし、「毛」の字はかつては「豪」であった。
現在では、プロ野球などにおいて、打率などの数値を小数点以下三桁以降まで示す際にも使われているほか、五厘刈りという髪型がある。

## 漢字の旁
厘は、メートル法でセンチ(c)を接頭する単位の漢字の旁（つくり）となる。
- 例:米（メートル）+厘→糎（センチメートル）、瓦（グラム）+厘→甅（センチグラム）、立（リットル）+厘→竰（センチリットル）